# Шергіш
Шергіш (рум. Șerghiș) — село у повіті Біхор в Румунії. Входить до складу комуни Вирчорог.
Село розташоване на відстані 411 км на північний захід від Бухареста, 26 км на південний схід від Ораді, 105 км на захід від Клуж-Напоки.

## Населення
За даними перепису населення 2002 року у селі проживали 608 осіб, з них 607 осіб (99,8%) румунів. Рідною мовою 607 осіб (99,8%) назвали румунську.